# Liste japanischer Eisenbahngesellschaften
Die Liste japanischer Eisenbahngesellschaften enthält eine Aufstellung der im Jahr 2017 aktiven Eisenbahngesellschaften in Japan. Ehemalige Gesellschaften sind in dieser Liste nicht enthalten.

## Japan Railways Group
Die Japan Railways Group – auch bekannt als JR Group (JRグループ) – umfasst sieben Unternehmen, die 1987 nach der Privatisierung der Japanischen Staatsbahn (日本国有鉄道, Nihon Kokuyū Tetsudō) entstanden sind.
Nur Personenverkehr:
- Central Japan Railway Company (東海旅客鉄道, Tōkai Ryokaku Tetsudō) bzw. JR Central
- East Japan Railway Company (東日本旅客鉄道, Higashi-Nihon Ryokaku Tetsudō) bzw. JR East
- Hokkaido Railway Company (北海道旅客鉄道, Hokkaidō Ryokaku Tetsudō) bzw. JR Hokkaido
- Kyushu Railway Company (九州旅客鉄道, Kyūshū Ryokaku Tetsudō) bzw. JR Kyushu
- Shikoku Railway Company (四国旅客鉄道, Shikoku Ryokaku Tetsudō) bzw. JR Shikoku
- West Japan Railway Company (西日本旅客鉄道, Nishi-Nihon Ryokaku Tetsudō) bzw. JR West

Nur Güterverkehr:
- Japan Freight Railway Company (日本貨物鉄道, Nihon Kamotsu Tetsudō) bzw. JR Freight

## Privatbahnen: die großen 16
- Hankyū Dentetsu (阪急電鉄)
- Hanshin Denki Tetsudō (阪神電気鉄道)
- Keihan Denki Tetsudō (京阪電気鉄道)
- Keihin Kyūkō Dentetsu (京浜急行電鉄) bzw. Keikyū (京急)
- Keiō Dentetsu (京王電鉄)
- Keisei Dentetsu (京成電鉄)
- Kinki Nippon Tetsudō (近畿日本鉄道) bzw. Kintetsu (近鉄)
- Nagoya Tetsudō (名古屋鉄道) bzw. Meitetsu (名鉄)
- Nankai Denki Tetsudō (南海電気鉄道)
- Nishi-Nippon Tetsudō (西日本鉄道) bzw. Nishitetsu (西鉄)
- Odakyū Dentetsu (小田急電鉄)
- Sagami Tetsudō (相模鉄道) bzw. Sōtetsu (相鉄)
- Seibu Tetsudō (西武鉄道)
- Tōbu Tetsudō (東武鉄道)
- Tōkyō Metro (東京メトロ)
- Tōkyū Dentetsu (東急電鉄) bzw. Tōkyū (東急)

## Weitere Bahngesellschaften
Geordnet nach Region (von Nord nach Süd), mit * markierte Gesellschaften sind sogenannte Bahngesellschaften des dritten Sektors (Partnerschaften von Privatunternehmen und öffentlicher Hand).

### RegionHokkaidō
- Dōnan Isaribi Tetsudō (道南いさりび鉄道) *

### RegionTōhoku
- Abukuma Kyūkō (阿武隈急行) bzw. Abukyū (阿武急) *
- Aizu Tetsudō (会津鉄道) *
- Akita Nairiku Jūkan Tetsudō (秋田内陸縦貫鉄道) *
- Aoimori Tetsudō (青い森鉄道) *
- Fukushima Kōtsū (福島交通)
- Iwate Ginga Tetsudō (いわて銀河鉄道) *
- Kōnan Tetsudō (弘南鉄道)
- Sanriku Tetsudō (三陸鉄道) bzw. Santetsu (三鉄) *
- Sendai Kūkō Tetsudō (仙台空港鉄道) *
- Tsugaru Tetsudō (津軽鉄道) bzw. Tsutetsu (津鉄)
- Yamagata Tetsudō (山形鉄道) *
- Yuri Kōgen Tetsudō (由利高原鉄道) *

### RegionKantō
- Chichibu Tetsudō (秩父鉄道)
- Chōshi Denki Tetsudō (銚子電気鉄道) bzw. Chōden (銚電)
- Enoshima Dentetsu (江ノ島電鉄) bzw. Enoden (江ノ電)
- Hakone Tozan Tetsudō (箱根登山鉄道)
- Hitachinaka Kaihin Tetsudō (ひたちなか海浜鉄道) *
- Hokusō Tetsudō (北総鉄道) *
- Isumi Tetsudō (いすみ鉄道) *
- Izuhakone Tetsudō (伊豆箱根鉄道)
- Jōmō Denki Tetsudō (上毛電気鉄道)
- Jōshin Dentetsu (上信電鉄)
- Kantō Tetsudō (関東鉄道) bzw. Kantetsu (関鉄)
- Kashima Rinkai Tetsudō (鹿島臨海鉄道) *
- Kominato Tetsudō (小湊鐵道)
- Mooka Tetsudō (真岡鐵道) *
- Ryūtetsu (流鉄)
- Saitama Kōsoku Tetsudō (埼玉高速鉄道) *
- Shibayama Tetsudō (芝山鉄道) *
- Shin-Keisei Dentetsu (新京成電鉄)
- Shutoken Shintoshi Tetsudō (首都圏新都市鉄道) *
- Tōyō Kōsoku Tetsudō (東葉高速鉄道) *
- Tōkyō Rinkai Kōsoku Tetsudō (東京臨海高速鉄道) *
- Watarase Keikoku Tetsudō (わたらせ渓谷鐵道) *
- Yagan Tetsudō (野岩鉄道) *
- Yokohama Kōsoku Tetsudō (横浜高速鉄道) *

### RegionChūbu
- Aichi Kanjō Tetsudō (愛知環状鉄道) bzw. Aikan (愛環) *
- Ainokaze Toyama Tetsudō (あいの風とやま鉄道) *
- Akechi Tetsudō (明知鉄道) bzw. Aketetsu (明鉄) *
- Alpico Kōtsū (アルピコ交通) bzw. Matsuden (松電)
- Echigo Tokimeki Tetsudō (えちごトキめき鉄道) *
- Echizen Tetsudō (えちぜん鉄道) *
- Enshū Tetsudō (鉄道鉄道) bzw. Entetsu (遠鉄)
- Fuji Kyūkō (富士急行) bzw. Fujikyū (富士急)
- Gakunan Tetsudō (岳南鉄道)
- Hapi-Line Fukui (ハピラインふくい) *
- Hokuetsu Kyūkō (北越急行) *
- Hokuriku Tetsudō (北陸鉄道) bzw. Hokutetsu (北鉄)
- Iga Tetsudō (伊賀鉄道)
- IR Ishikawa Tetsudō (IRいしかわ鉄道株式会社) *
- Ise Tetsudō (伊勢鉄道) bzw. Isetetsu (伊勢鉄) *
- Izu Kyūkō (伊豆急行)
- Kurobe Kyōkoku Tetsudō (黒部峡谷鉄道) *
- Nagano Dentetsu (長野電鉄) bzw. Nagaden (長電)
- Nagaragawa Tetsudō (長良川鉄道) bzw. Nagatetsu (長鉄) *
- Nagoya Rinkai Kōsoku Tetsudō (名古屋臨海高速鉄道) *
- Noto Tetsudō (のと鉄道) *
- Ōigawa Tetsudō (大井川鐵道) bzw. Daitetsu (大鐵)
- Sangi Tetsudō (三岐鉄道)
- Shinano Tetsudō (しなの鉄道) *
- Shizuoka Tetsudō (静岡鉄道) bzw. Shizutetsu (静鉄)
- Tarumi Tetsudō (樽見鉄道) *
- Tenryū Hamanako Tetsudō (天竜浜名湖鉄道) bzw. Tenhama (天浜) *
- Tōkai Kōtsū Jigyō (東海交通事業)
- Toyama Chihō Tetsudō (富山地方鉄道) bzw. Chitetsu (地鉄)
- Toyohashi Tetsudō (豊橋鉄道) bzw. Toyotetsu (豊鉄)
- Ueda Dentetsu (上田電鉄) bzw. Ueden (上電)
- Yōrō Tetsudō (養老鉄道)

### RegionKansai
- Eizan Dentetsu (叡山電鉄) bzw. Eiden (叡電)
- Hōjō Tetsudō (北条鉄道) *
- Hokushin Kyūkō Dentetsu (北神急行電鉄)
- Kishū Tetsudō (紀州鉄道)
- Kita Ōsaka Kyūkō Dentetsu (北大阪急行電鉄) bzw. Kitakyu (北急) *
- Kōbe Dentetsu (神戸電鉄) bzw. Shintetsu (神鉄)
- Kōbe Kōsoku Tetsudō (神戸高速鉄道) *
- Kyōto Tango Tetsudō (京都丹後鉄道)
- Miki Tetsudō (三木鉄道) *
- Mizuma Tetsudō (水間鉄道) bzw. Suitetsu (水鉄)
- Nose Dentetsu (能勢電鉄) bzw. Noseden (能勢電)
- Ōmi Tetsudō (近江鉄道)
- Sagano Kankō Tetsudō (嵯峨野観光鉄道)
- San’yō Denki Tetsudō (山陽電気鉄道)
- Semboku Kōsoku Tetsudō (泉北高速鉄道)
- Shigaraki Kōgen Tetsudō (信楽高原鐵道) *
- Wakayama Dentetsu (和歌山電鐵)

### RegionChūgoku
- Chizu Kyūkō (智頭急行) *
- Ibara Tetsudō (井原鉄道) *
- Ichibata Densha (一畑電車)
- Mizushima Rinkai Tetsudō (水島臨海鉄道) *
- Nishikigawa Tetsudō (錦川鉄道) *
- Wakasa Tetsudō (若桜鉄道) *

### RegionShikoku
- Asa Kaigan Tetsudō (阿佐海岸鉄道) bzw. Asatetsu (阿佐鉄) *
- Iyo Tetsudō (伊予鉄道) bzw. Iyotetsu (伊予鉄)
- Takamatsu-Kotohira Denki Tetsudō (高松琴平電気鉄道) bzw. Kotoden (琴電)
- Tosa Kuroshio Tetsudō (土佐くろしお鉄道) *

### RegionKyūshū
- Amagi Tetsudō (甘木鉄道) bzw. Amatetsu (甘鉄) *
- Chikuhō Denki Tetsudō (筑豊電気鉄道) bzw. Chikutetsu (筑鉄)
- Heisei Chikuho Tetsudō (平成筑豊鉄道) bzw. Heichiku (平筑) *
- Hisatsu Orenji Tetsudō (肥薩おれんじ鉄道) *
- Kumagawa Tetsudō (くま川鉄道) bzw. Kumatetsu (くま鉄) *
- Kumamoto Denki Tetsudō (熊本電気鉄道) bzw. Kumaden (熊電)
- Matsuura Tetsudō (松浦鉄道) *
- Minamiaso Tetsudō (南阿蘇鉄道) *
- Shimabara Tetsudō (島原鉄道) bzw. Shimatetsu (島鉄) *

## U-Bahnen
- Verkehrsamt der Stadt Fukuoka: U-Bahn Fukuoka
- Verkehrsamt der Stadt Kōbe: U-Bahn Kōbe
- Verkehrsamt der Stadt Kyōto: U-Bahn Kyōto
- Verkehrsamt der Stadt Nagoya: U-Bahn Nagoya
- Verkehrsamt der Stadt Ōsaka: U-Bahn Ōsaka
- Verkehrsamt der Stadt Sapporo: U-Bahn Sapporo
- Verkehrsamt der Stadt Sendai: U-Bahn Sendai
- Verkehrsamt der Präfektur Tokio / Toei-U-Bahn: U-Bahn Tokio
- Verkehrsamt der Stadt Yokohama: U-Bahn Yokohama

## Monorails
- Chiba Monorail (千葉都市モノレール) *
- Disney Resort Line (ディズニーリゾートライン)
- Kitakyūshū Monorail (北九州モノレール) *
- Okinawa Toshi Monorail (沖縄都市モノレール) bzw. Yui Rail (ゆいレール) *
- Ōsaka Monorail (大阪モノレール) *
- Shōnan Monorail (湘南モノレール)
- Tama Toshi Monorail (多摩都市モノレール) *
- Tōkyō Monorail (東京モノレール)
- Verkehrsamt der Präfektur Tokio: Ueno Zoo Monorail (上野モノレール)

## Automatische spurgeführte Verkehrsmittel
- Astram Line (アストラムライン) *
- Kanazawa Seaside Line (金沢シーサイド線) *
- Kōbe Shinkōtsū (神戸新交通): Port Island Line (ポートアイランド線), Rokkō Liner (六甲ライナー) *
- Linimo (リニモ) *
- Nankō Port Town Line (南港ポートタウン線)
- New Shuttle (ニューシャトル) *
- Skyrail Midorizaka Line (スカイレールみどり坂線)
- Yamaguchi Line (山口線)
- Yūkarigaoka Line (ユーカリが丘線)
- Yurikamome (ゆりかもめ) *

## Standseilbahnen
Siehe Liste der Standseilbahnen#Japan

## Straßenbahnen und Stadtbahnen
- Fukui Tetsudō (福井鉄道): Straßenbahn Fukui
- Hankai Denki Kidō (阪堺電気軌道): Hankai-Linie, Uemachi-Linie
- Hiroshima Dentetsu (広島電鉄): Straßenbahn Hiroshima
- Iyo Tetsudō (伊予鉄道) bzw. Iyotetsu (伊予鉄): Straßenbahn Matsuyama
- Keifuku Denki Tetsudō (京福電気鉄道): Straßenbahn Kyōto
- Man’yōsen (万葉線)
- Nagasaki Denki Kidō (長崎電気軌道): Straßenbahn Nagasaki
- Okayama Denki Kidō (岡山電気軌道): Straßenbahn Okayama
- Tōkyū Dentetsu (東京急行電鉄) bzw. Tōkyū (東急): Setagaya-Linie
- Tosaden Kōtsū (とさでん交通): Straßenbahn Kōchi
- Toyama Chihō Tetsudō (富山地方鉄道) bzw. Chitetsu (地鉄): Straßenbahn Toyama
- Toyamakō-Linie
- Toyohashi Tetsudō (豊橋鉄道) bzw. Toyotetsu (豊鉄): Straßenbahn Toyohashi
- Verkehrsamt der Präfektur Tokio: Toden Arakawa-Linie
- Verkehrsamt der Stadt Hakodate: Straßenbahn Hakodate
- Verkehrsamt der Stadt Kagoshima: Straßenbahn Kagoshima
- Verkehrsamt der Stadt Kumamoto: Straßenbahn Kumamoto
- Verkehrsamt der Stadt Sapporo: Straßenbahn Sapporo

## Oberleitungsbusse
- Kanden Tunnel Trolleybus (関電トンネルトロリーバス)
- Tateyama Tunnel Trolleybus (立山トンネルトロリーバス)

## Güterverkehrsgesellschaften
- Akita Rinkai Tetsudō (秋田臨海鉄道) *
- Fukushima Rinkai Tetsudō (福島臨海鉄道) *
- Hachinohe Rinkai Tetsudō (八戸臨海鉄道) *
- Iwate Kaihatsu Tetsudō (岩手開発鉄道) *
- Kanagawa Rinkai Tetsudō (神奈川臨海鉄道) *
- Keiyō Rinkai Tetsudō (京葉臨海鉄道) *
- Kinuura Rinkai Tetsudō (衣浦臨海鉄道) *
- Nagoya Rinkai Tetsudō (名古屋臨海鉄道) *
- Seinō Tetsudō (西濃鉄道)
- Sendai Rinkai Tetsudō (仙台臨海鉄道) *
- Taiheiyō Sekitan Hanbai Yusō (太平洋石炭販売輸送) *